# Список радиотелескопов
В статье представлен список радиотелескопов, которые использовались или используются в радиоастрономических наблюдениях. Список рассортирован по континентам, и по названиям радиотелескопов.

## Австралия
| Название (Оригинальное)                                              | Расположение                                                                                  | Описание |
| -------------------------------------------------------------------- | --------------------------------------------------------------------------------------------- | --- |
| АСКАП (ASKAP, от англ. Australian Square Kilometre Array Pathfinder) | Австралия · Мерчисонская радиоастрономическая обсерватория, Средний Запад, Западная Австралия | Радиоинтерферометр АСКАП — австралийский следопыт квадратнокилометрового массива. Строительство АСКАП началось в 2009 году организацией CSIRO. АСКАП будет представлять собой систему апертурного синтеза, состоящую из 36 одинаковых антенн с диаметром главных зеркал по 12 м, полем зрения в 30 кв. град. в диапазоне частот 1.4 ГГц. Все 36 антенн и их технические системы планируется ввести в строй в 2013 году. |
| АТКА (ATCA, от англ. Australia Telescope Compact Array)              | Австралия · Обсерватория им. Пола Уайлда, Наррабри, Новый Южный Уэльс                         | Радиоинтерферометр АТКА — австралийский компактный массив радиотелескопов, состоящий из 6 антенн с диаметром главных зеркал по 22 м. |
| Седунская антенна (Ceduna Antenna)                                   | Австралия · Радиоастрономическая обсерватория Седуна, 30 г. Седуна, штат Тасмания             | Управляется Университетом Тасмании. Диаметр главного зеркала 30 м. Принимает участие в Австралийской РСДБ сети. |
| Телескоп синтезированной апертуры Обсерватории Молонго (MOST)        | Австралия · Обсерватория Молонго, Молонго (г. Канберра, АСТ)                                  | Управляется Физической школой Университета Сиднея. Состоит из двух цилинтрических параболоидов, размером 778 м × 12 м, расположенных по направлению восток-запад. Центральная рабочая частота 843 МГц. |
| Телескоп Мопра (Mopra Telescope)                                     | Австралия · Обсерватория Мопра, г. Кунабарабран, штат Новый Южный Уэльс                       | Управляется организацией CSIRO. Диаметр главного зеркала 22 м. |
| Маунт Плезант, 26-м антенна (Hobart 26m)                             | Австралия · Обсерватория Маунт Плезант, г. Хобарт, штат Тасмания                              | Принадлежит Университету Тасмании. Диаметр главного зеркала 26 м. Участник международной РСДБ сети (IVS). |
| Маунт Плезант, 14-м антенна (Hobart 14m)                             | Австралия · Обсерватория Маунт Плезант, г. Хобарт, штат Тасмания                              | Принадлежит Университету Тасмании. Диаметр главного зеркала 14 м. |
| Паркс, 64-м радиотелескоп (Parkes RadioTelescope)                    | Австралия · Обсерватория в Парксе, г. Паркс, штат Новый Южный Уэльс                           | Управляется организацией CSIRO. Диаметр главного зеркала 64 м — это второй по размеру, полноповоротный радиотелескоп (заполненной апертуры) в южной полусфере. |

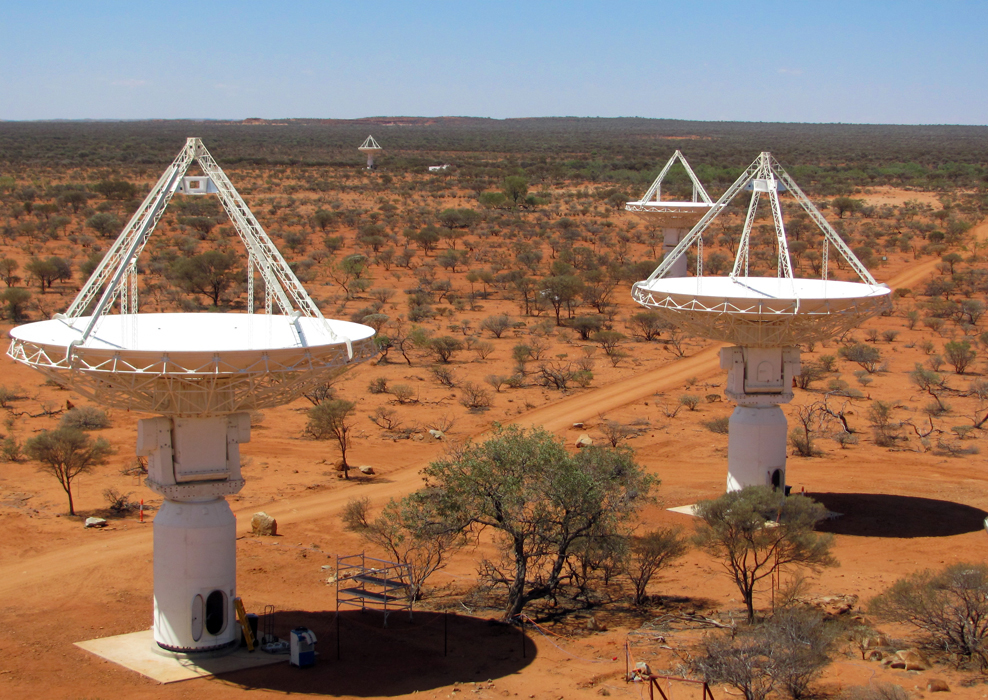
ASKAP
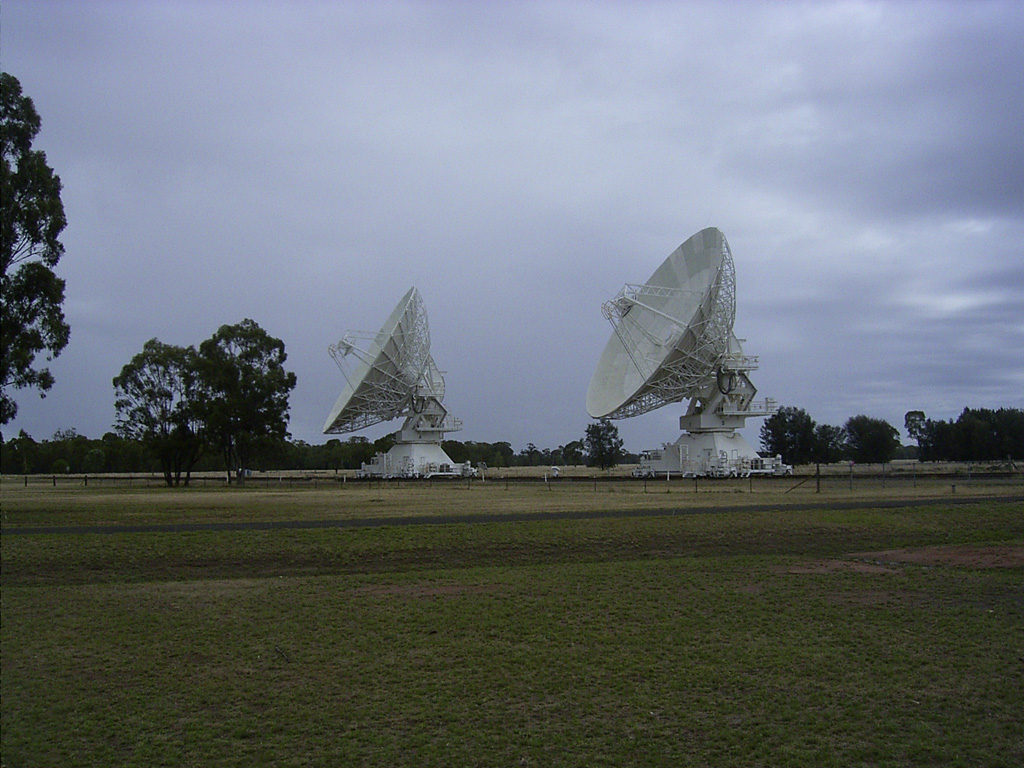
ATCA
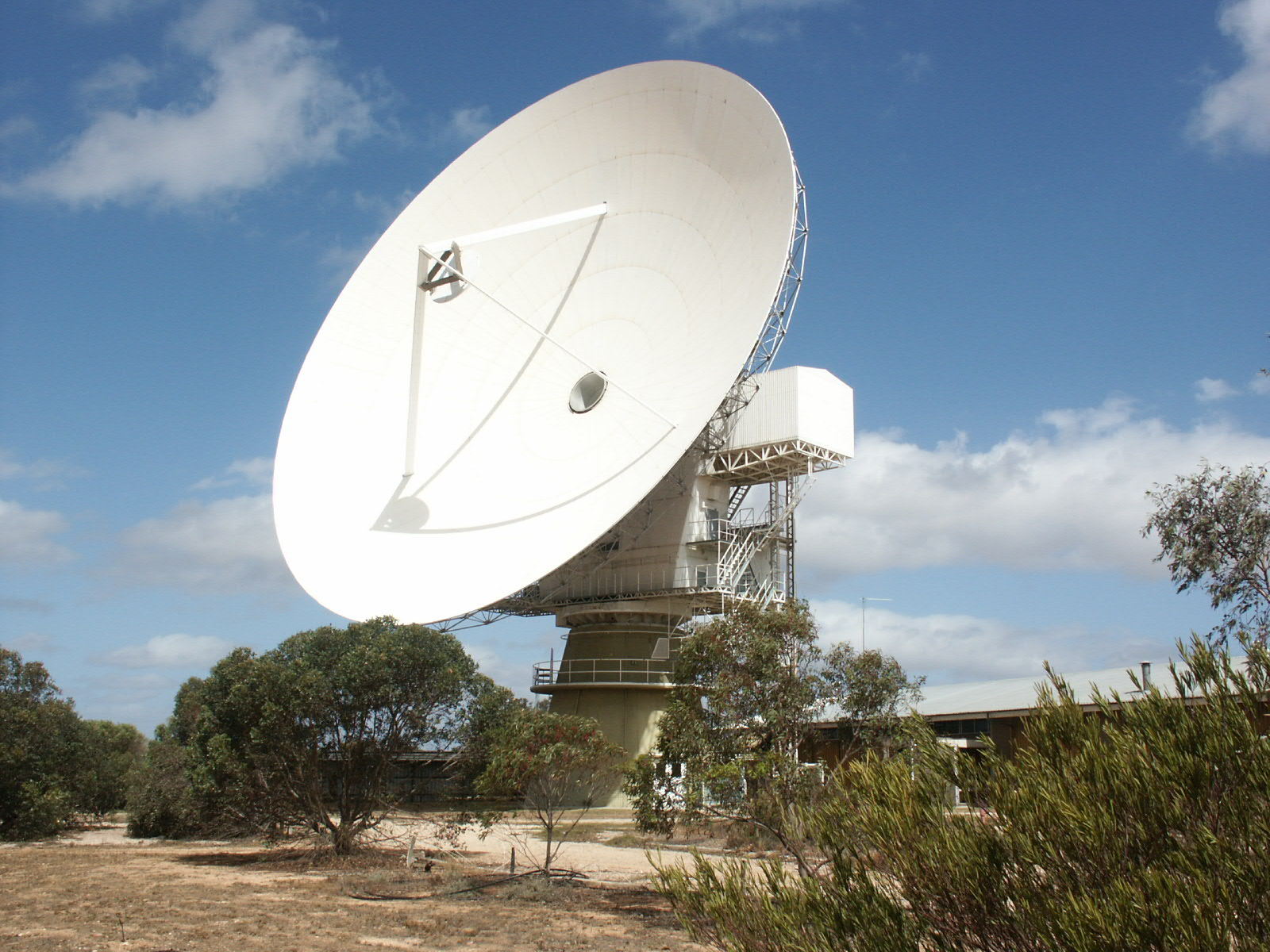
Седун, 30 м
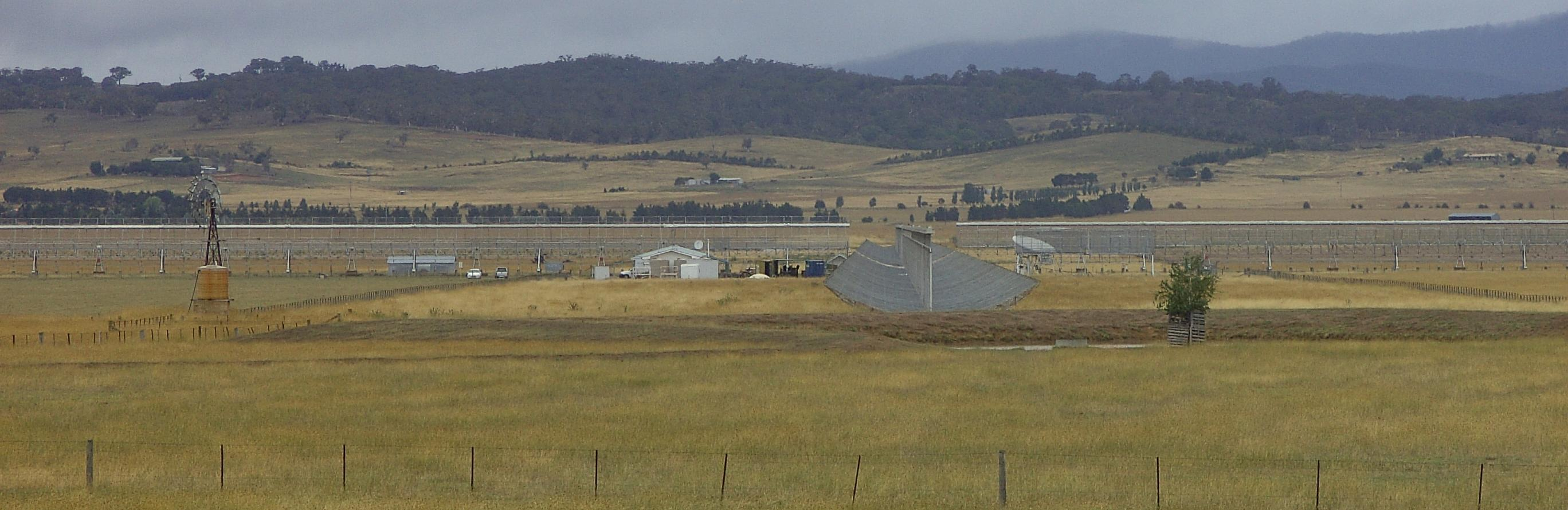
MOST
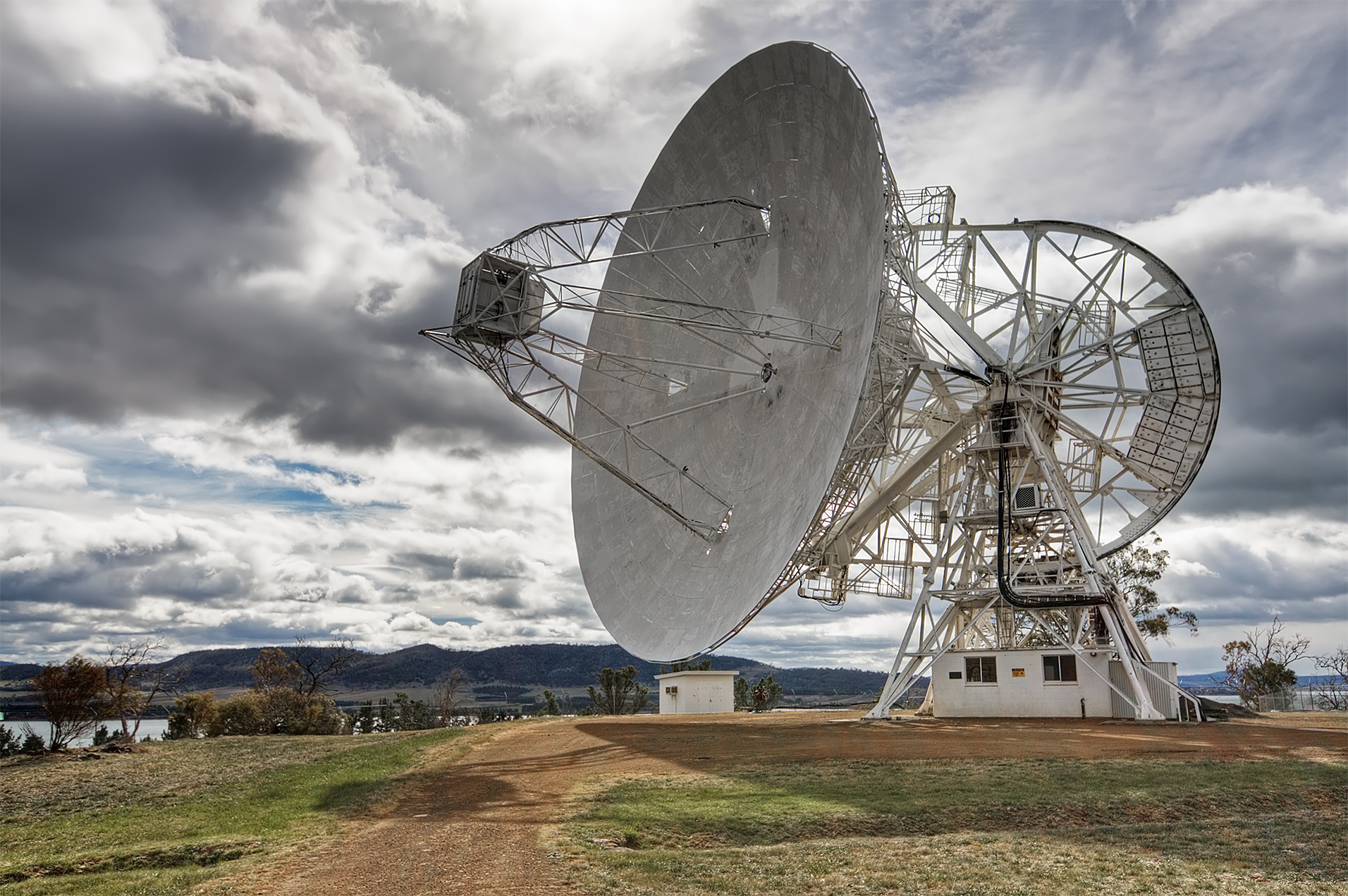
Маунт Плезант, 26 м
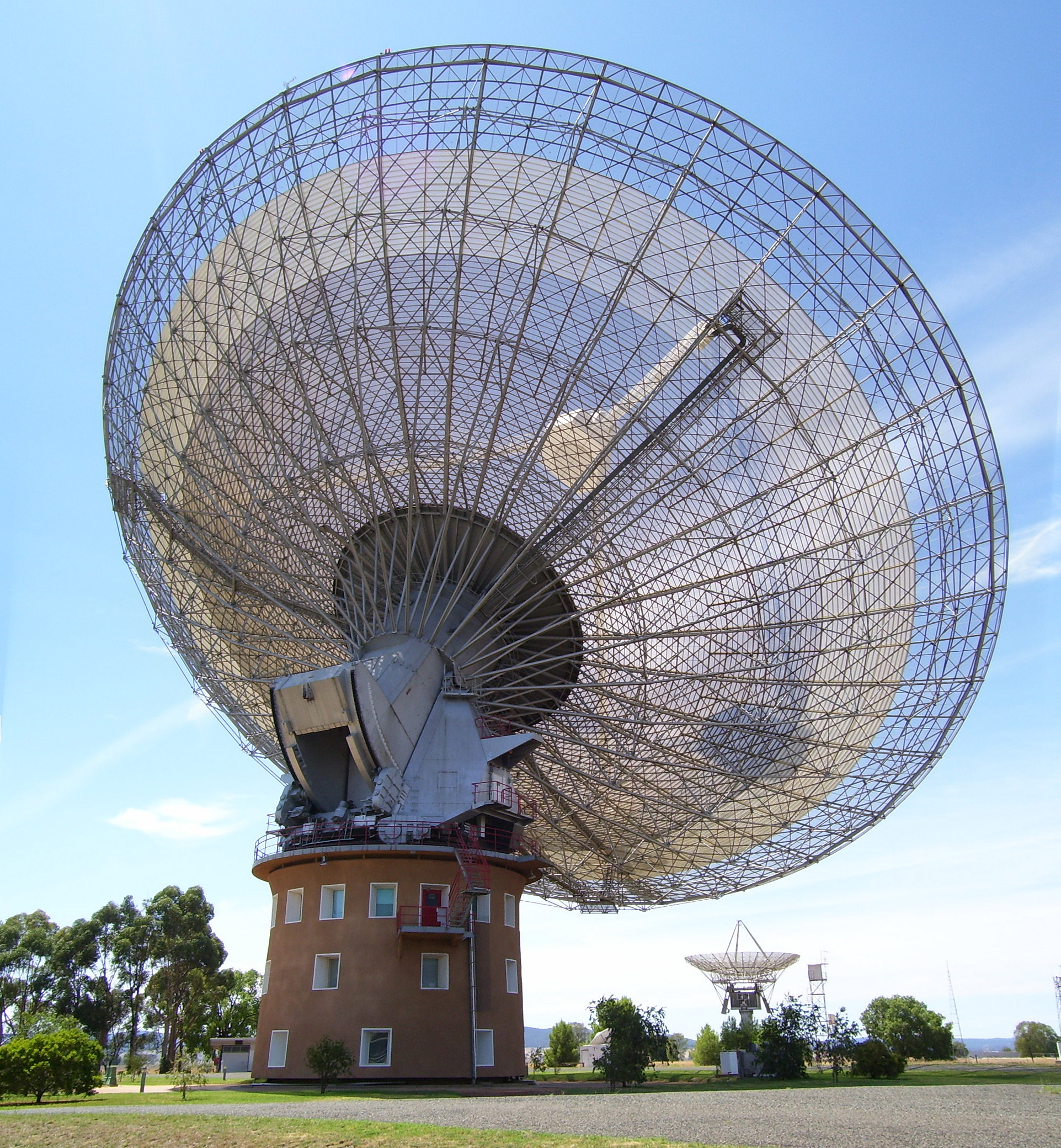
Паркс, 64 м

## Азия
| Название (Оригинальное)           | Расположение                                                                 | Описание |
| --------------------------------- | ---------------------------------------------------------------------------- | --- |
| Бадары РТ-32                      | Россия · РАО «Бадары», Бурятия, Тункинский район, урочище Бадары             | Третий радиотелескоп российской РСДБ-сети «Квазар». Диаметр главного зеркала 32 м. Принадлежит Институту прикладной астрономии РАН.                                      |
| Галёнки РТ-70                     | Россия · Восточный центр дальней космической связи                           | Диаметр главного зеркала 70 м. |
| Сибирский солнечный радиотелескоп | Россия · Радиоастрофизическая обсерватория «Бадары»                          | 256 антенн, диаметром 2,5 м каждая. |
| Суффа РТ-70                       | Узбекистан · МРАО «Суффа», Джизакская область, Зааминский туман, плато Суффа | Международная радиоастрономическая обсерватория «Суффа», Восточный центр дальней космической связи                                                                       |
| РОТ-54/2.6                        | Армения · Арагацотнская обл., сел. Оргов                                     | Зеркальный радиотелескоп Геруни — первый в мире радио-оптический телескоп. Построен в 1985 году. Диаметр главного радио зеркала 54 м, диаметр оптического зеркала 2,6 м. |

## Антарктика
| Название (Оригинальное) | Расположение | Описание |
| ----------------------- | ------------ | -------- |
|                         |              |          |

## Африка
| Название (Оригинальное)    | Расположение                                                                                           | Описание                                                                                      |
| -------------------------- | --- | --------------------------------------------------------------------------------------------- |
| ХартРАО 26-м (HartRAO 26m) | ЮАР · Радиоастрономическая обсерватория Хертбизтхоук, г. Йоханнесбург, провинция Гаутенг, Южная Африка | Диаметр главного зеркала 26 м. Построен НАСА в 1961 году.                                     |
| ХартРАО XDM (HartRAO XDM)  | Радиоастрономическая обсерватория Хертбизтхоук, Йоханнесбург, Южная Африка                             | 15m Experimental Demonstrator Model originally build as a technology demonstrator for MeerKAT |
| Индлэбэ (Indlebe)          | Технологический Университет Ду́рбан, Ду́рбан                                                             | 5 м параболический рефлектор                                                                  |
| MeerKAT (MeerKAT)          | Карнарвон, Южная Африка                                                                                | A pathfinder for the Square Kilometre Array.                                                  |

## Европа
| Название (Оригинальное)                           | Расположение                                                                              | Описание |
| ------------------------------------------------- | ----------------------------------------------------------------------------------------- | --- |
| Эффельсбергский радиотелескоп (Effelsberg)        | Германия · дер. Эффельсберг, г. Бад-Мюнстерайфель, земля Северный Рейн-Вестфалия          | Диаметр главного зеркала 100 м. Принадлежит Радиоастрономическому институту Макса Планка. Член Европейской РСДБ сети (EVN). Был крупнейшим в мире до 2000 года, пока не построили радиотелескоп Грин-Бэнк.                                   |
| Радиотелескоп имени Б. Ловелла (Lovell Telescope) | Великобритания · Обсерватория Джодрелл-Бэнк, Англия                                       | Диаметр главного зеркала 76,2 м. Третий по величине полноповоротный радиотелескоп в мире. |
| Марк 2 (Mark II)                                  | Великобритания · Обсерватория Джодрелл-Бэнк, Англия                                       | Диаметр главного зеркала 25 м. |
| РАТАН-600                                         | Россия · САО РАН, Карачаево-Черкесия, станица Зеленчукская                                | Один из крупнейших радиотелескопов в мире. Диаметр главного зеркала 600 м. Принадлежит Специальной астрофизической обсерватории РАН. |
| Светлое РТ-32                                     | Россия · РАО «Светлое», Ленинградская область, Приозерский район, деревня Светлое         | Первый радиотелескоп российской РСДБ-сети «Квазар». Диаметр главного зеркала 32 м. Принадлежит Институту прикладной астрономии РАН. |
| Зеленчукская РТ-32                                | Россия · РАО «Зеленчукская», Карачаево-Черкесия, Зеленчукский район, станица Зеленчукская | Второй радиотелескоп российской РСДБ-сети «Квазар». Диаметр главного зеркала 32 м. Принадлежит Институту прикладной астрономии РАН. |
| УТР-2                                             | Украина                                                                                   | Общая площадь 150 000 м². Размеры: 1856х900 м. Принадлежит Радиоастрономическому институту Академии Наук Украины |
| Евпатория РТ-70                                   | Россия/Украина, Крым                                                                      | Диаметр главного зеркала 70 м. |
| РТ-64 (ТНА-1500)                                  | Россия, Центр космической связи «Медвежьи озёра»                                          | Диаметр главного зеркала 64 м. |
| РТ-64 (ТНА-1500)                                  | Россия, Калязинская радиоастрономическая обсерватория                                     | Диаметр главного зеркала 64 м. |
| ТНА-400                                           | Россия/Украина, Крым                                                                      | Диаметр главного зеркала 32 м. Не функционирует, планируется восстановление. |
| П-400                                             | Латвия                                                                                    | Диаметр главного зеркала 32 м. |
| АДУ-1000                                          | Россия/Украина, Крым                                                                      | Два радиотелескопа по 8 зеркал диаметром 16 м в каждом. |
| РТ-22                                             | Россия/Украина, Крым, Симеизская обсерватория                                             | Диаметр главного зеркала 22 м. |
| КТНА-200                                          | Россия/Украина, Крым, 40-й Отдельный командно-измерительный комплекс                      | Две антенны, диаметр главного зеркала каждой 25 м. |
| РТ-22                                             | Россия, ПРАО ФИАН, г. Пущино, Пущинская радиоастрономическая обсерватория                 | Диаметр главного зеркала 22 м. |
| ДКР-1000                                          | Россия, ПРАО ФИАН, г. Пущино, Пущинская радиоастрономическая обсерватория                 | Диапазонный Крестообразный Радиотелескоп 1000-метровый — радиотелескоп меридианного типа с незаполненной апертурой |
| БСА                                               | Россия, ПРАО ФИАН, г. Пущино, Пущинская радиоастрономическая обсерватория                 | Большая сканирующая антенна — радиотелескоп меридианного типа с заполненной апертурой — представляет собой плоскую эквидистантную решётку из 16384 волновых диполей размером 187×384 м соответственно в направлении восток-запад и север-юг. |
| Большой пулковский радиотелескоп                  | Россия · ГАО РАН, Санкт-Петербург, Пулковская обсерватория                                | Параболический рефлектор. Диаметр главного зеркала 130х3 м. |
| Радиотелескоп МГТУ имени Н. Э. Баумана            | Россия, Московская область                                                                | Два телескопа с диаметром главного зеркала по 7,5 м. В настоящее время работает только один. |

## Новая Зеландия
| Название (Оригинальное) | Расположение | Описание |
| ----------------------- | ------------ | -------- |
|                         |              |          |

## Северная Америка
| Название (Оригинальное) | Расположение                                                | Описание |
| ----------------------- | ----------------------------------------------------------- | --- |
|                         | СШАКомплекс дальней космической связи Голдстоун, Калифорния | Радиообсерватория, планетный радар. Диаметр зеркала 64 м (1966 г.), в конце 1980-х увеличен до 70 м. Является частью сети дальней космической связи НАСА. |

## Южная Америка
| Название (Оригинальное) | Расположение | Описание |
| ----------------------- | ------------ | -------- |
|                         |              |          |

## Космос
| Название (Оригинальное)                              | Расположение                                           | Описание |
| ---------------------------------------------------- | ------------------------------------------------------ | --- |
| КРТ-10                                               | Орбитальная станция «Салют-6»                          | Первый в мире космический радиотелескоп; работал в июле-августе 1978 года. Диаметр — 10 м                                                       |
| HALCA                                                | Высокоэллиптическая орбита с апогеем 21 400 км         | Космический радиотелескоп JAXA; первый специализированный космический аппарат для РСДБ.                                                         |
| Аппарат «Спектр-Р» в составе комплекса «Радиоастрон» | Высокоэллиптическая орбита с апогеем около 340 тыс. км | Космический радиотелескоп в составе наземно-космической сети РСДБ, позволившей получить наивысшее угловое разрешение за всю историю астрономии. |